# گاهشمار زنان در رایانش
این صفحه گاهشمار زنان در رایانش است که دوره‌های زمانی‌ای که زنان به عنوان رایانهٔ انسانی و سپس به عنوان برنامه‌نویس رایانه‌های فیزیکی کار می‌کردند را پوشش می‌دهد. در نهایت، زنان برنامه‌نویس به نوشتن نرم‌افزار، توسعه فناوری‌های اینترنتی و انواع دیگر برنامه‌نویسی ادامه دادند. زنان همچنین در علوم رایانه، انواع مختلف مهندسی‌های مرتبط و سخت‌افزار کامپیوتر نیز درگیر بوده‌اند.

## قرن هجدهم

### ۱۷۵۷
- نیکول-رین لوپوت روی تیمی از رایانه‌های انسانی کار کرد تا زمان دیده‌شدن دنباله‌دار هالی بعدی را مشخص کند.[۱] روش‌هایی که آنها توسعه دادند به صورت متوالی توسط گروه‌های محاسباتی انسانی استفاده شده است.[۱]

## قرن نوزدهم

### ۱۸۴۲
- ایدا لاولیس تحلیلگر موتور تحلیلی چارلز ببیج بود و بسیاری او را «اولین برنامه‌نویس رایانه» می‌دانند.[۲][۳]

### ۱۸۴۹
- ماریا میچل توسط رصدخانه نیروی دریایی ایالات متحده آمریکا استخدام شد تا به عنوان یک رایانه روی جداول سیاره زهره کار کند.[۴]

### ۱۸۷۵
- آنا وینلاک به گروه رایانه‌های هاروارد پیوست تا با بقیهٔ زنان روی داده‌های نجومی کار کند.[۵]

### ۱۸۹۳
- هنریتا سوان لیویت نیز به گروه رایانه‌های هاروارد پیوست. او در کشف ستارگان متغیر دلتا قیفاووسی، که شواهدی برای انبساط جهان هستند، نقش داشت.[۶]

## قرن بیستم

### ۱۹۱۶
- بئاتریس کِیو-براون-کِیو به عنوان یک رایانهٔ انسانی در وزارت مهمات بریتانیا کار می‌کرد.[۱]

### ۱۹۱۸
- زنان برای انجام محاسبات بالستیک به‌عنوان رایانه‌های انسانی در واشینگتن، دی. سی استخدام شدند. «رایانه اصلی» این گروه «الیزابت وب ویلسون» بود.[۱]

### ۱۹۲۰
- nv  مری کلم رهبری آزمایشگاه محاسبات در دانشگاه ایالتی آیووا را بر عهده داشت.[۱]

### ۱۹۲۱
- ادیت کلارک یک ماشین‌حساب گرافیکی برای حل مشکلات مربوط به انتقال خطوط برق را ثبت اختراع می‌کند.[۷]

### ۱۹۲۶
- گرته هرمان مقاله‌ای که پایهٔ جبر محاسباتی است را برای تز دکتری خودش با عنوان «مسئله گام‌های محدود بسیار در نظریه ایده‌آل چندجمله‌ای» در سالنامه‌های ریاضی منتشر کرد.[۸]

### ۱۹۳۵
کمیته رایزنی ملی هوانوردی آمریکا که بعدها به ناسا تبدیل شد، گروهی متشکل از پنج زن را برای کار در استخر کامپیوتر و تجزیه و تحلیل داده‌های تونل‌های باد و آزمایش‌های پرواز استخدام کرد.

### ۱۹۳۹
- یوهانا پیش اتریشی دو مقاله پیشگام در مورد جبر بولی منتشر کرد.[۱۰]

### ۱۹۴۰
- زنان آمریکایی برای انجام محاسبات بالستیک و برنامه‌نویسی رایانه‌ها در جریان جنگ جهانی دوم استخدام شدند. در حدود ۱۹۴۵–۱۹۴۳، این «رایانه‌های» زن برای سرعت بخشیدن به محاسبات خود از یک تحلیل‌گر دیفرانسیل در زیرزمین دانشکده مهندسی برق مور استفاده می‌کردند. (البته ماشین برای دقت کامل نیاز به یک مکانیک داشت و زنان اغلب صحبت محاسبات را دوباره با دست بررسی می‌کردند).[۱۱] فیلیس فاکس یک تحلیل‌گر دیفرانسیل را به تنهایی و با معادلات دیفرانسیل به عنوان مشخصات برنامه اجرا کرد.

### ۱۹۴۱
- میویس باتی که در پارک بلچلی کار می‌کرد، کدهای نیروی دریایی ایتالیا را شکست.[۱۲]
- ایالات متحده شروع به استخدام فارغ التحصیلان دانشگاه آفریقایی-آمریکایی به عنوان رایانه‌های انسانی جهت کار در پایگاه نیروی هوایی لنگلی کرد.[۱۳]

### ۱۹۴۲
- در یازده اوت، هیدی لامار و همکارش جرج انتایل، اختراع خود مبنی بر پرش فرکانسی مبتنی بر طیف گسترده را ثبت کردند.[۱۴]

### ۱۹۴۳

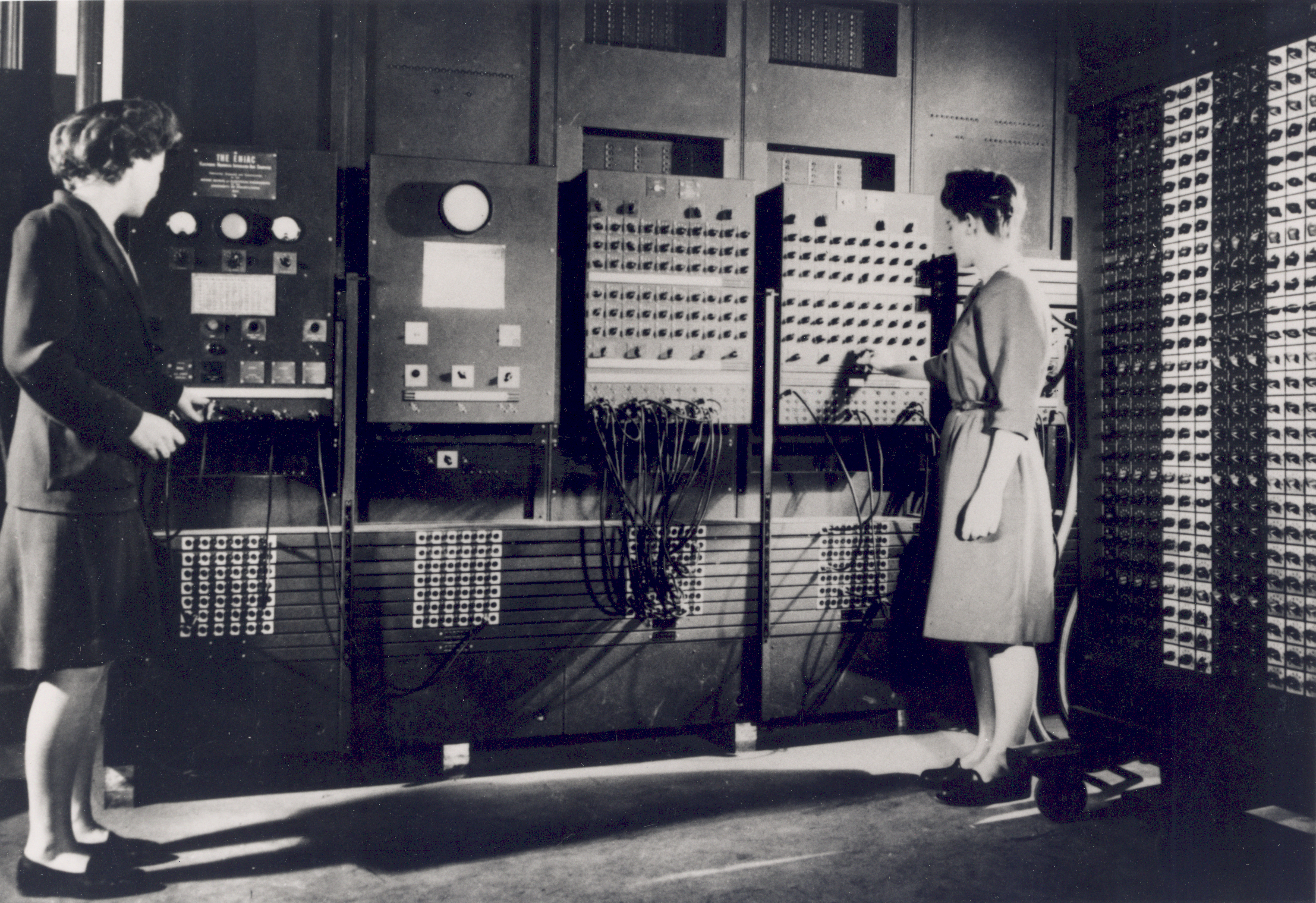
ژان بارتیک و فرانسیس اسپنس در حال راه اندازی انیاک

- در جنگ جهانی دوم زنان به عنوان اوپراتورهای رایانه کلوسوس در پارک بلچلی کار کردند.[۱۵]
- همسران دانشمندانی که روی پروژه منهتن با آموزش ریاضی کار می‌کردند، برای کار بر روی رایانه‌های «انیاک» و «مانیاک ۱» به عنوان رایانه‌های انسانی استخدام شدند.[۱۶] این شامل کلارا دان فون نویمان، آگوستا اچ. تلر و ادل گلدستین بود.[۱۷][۱۸]
- گرترود بلانچ از سال ۱۹۳۸ تا ۱۹۴۸ گروه «پروژه جداول ریاضی» را رهبری کرد. این پروژه در طول جنگ جهانی دوم به عنوان یک دفتر محاسباتی بزرگ برای دولت ایالات متحده عمل می‌کرد و محاسباتی را برای دفتر تحقیقات و توسعه علمی، ارتش، نیروی دریایی، پروژه منهتن و سایر مؤسسات انجام می‌داد.[۱۹]
- روث لیچ آمونت به عنوان نایب‌رئیس آی‌بی‌ام انتخاب شد. او اولین زنی بود که این سمت را برعهده گرفت.[۲۰]

### ۱۹۴۵
- مارتین ملتزر به عنوان یکی از اولین برنامه‌نویسان انیاک استخدام شد.[۲۱]
- کاتلین انتونلی به عنوان یکی از برنامه‌نویسان انیاک استخدام شد و همچنین به عنوان سازندهٔ اولین «زیر روال» شناخته می‌شود.[۲۱]

### ۱۹۴۶
- جین بارتیک، بتی هالبرتن، فرانسیس اپسنسر، کاتلین انتونلی، مارلین ملتزر و روث نیتلبام برنامه‌نویسان انیاک بودند. ادل گلدستین علاوه‌بر برنامه‌نویسی، کتابچه راهنمای انیاک را نوشت.[۲۲]

### ۱۹۴۷
- ایرما وایمن در مرکز تحقیقات «ویلو ران» روی یک پروژه هدایت موشکی کار می‌کرد که برای محاسبهٔ مسیر، از ماشین‌حساب‌های مکانیکی استفاده می‌کردند. در سال‌های ۴۸–۱۹۴۷ او از میدان آزمایشی نیروی دریایی ایالات متحده بازدید کرد، جایی که گریس هاپر در حال کار بر روی مشکلات مشابه بود و متوجه شد که آنها از نمونهٔ اولیه یک کامپیوتر قابل برنامه‌ریزی «مارک ۲» استفاده می‌کنند.[۲۳]

### ۱۹۴۸
- کتلین بوث به عنوان نویسندهٔ زبان اسمبلی برای رایانه ARC2 شناخته می‌شود.[۲۴]
- دورتی واگان اولین سیاه‌پوستی است که سمت سرپرست ارشد را در کمیته رایزنی ملی هوانوردی آمریکا به‌دست‌آورد.[۱]

### ۱۹۴۹
- گریس هابر، معروف به «مادر کوبول»، افسر نیروی دریایی ایالات متحده و یکی از اولین برنامه‌نویسان «هاروارد مارک۱» بود. او برای اولین‌بار یک کامپایلر را برای یک رایانهٔ دیجیتالی(سامانهٔ ای–۰) توسعه داد. او همچنین اصطلاح «اشکال زدایی» را رایج کرد (اشاره به شب‌پره‌ای که از یک رله در رایانه «هاروارد مارک۲» بیرون آورده شد).[۲۵]
- اویلین بوید گرنویل دومین زن آفریقایی-آمریکایی در ایالات متحده بود که دکترای ریاضیات گرفت. او از سال ۱۹۵۶ تا ۱۹۶۰ روی تجزیه و تحلیل مدارها و توسعهٔ رویه‌های رایانه‌ای برای شرکت آی‌بی‌ام در «برنامه فضایی پیشتاز» و «برنامه فضایی مرکوری» کار کرد.[۲۶]
- در ۶ می، EDSAC اولین محاسبات خود را با استفاده از برنامه‌ای که بئاتریس ورسلی نوشته بود، انجام داد.[۲۷]

### ۱۹۵۰

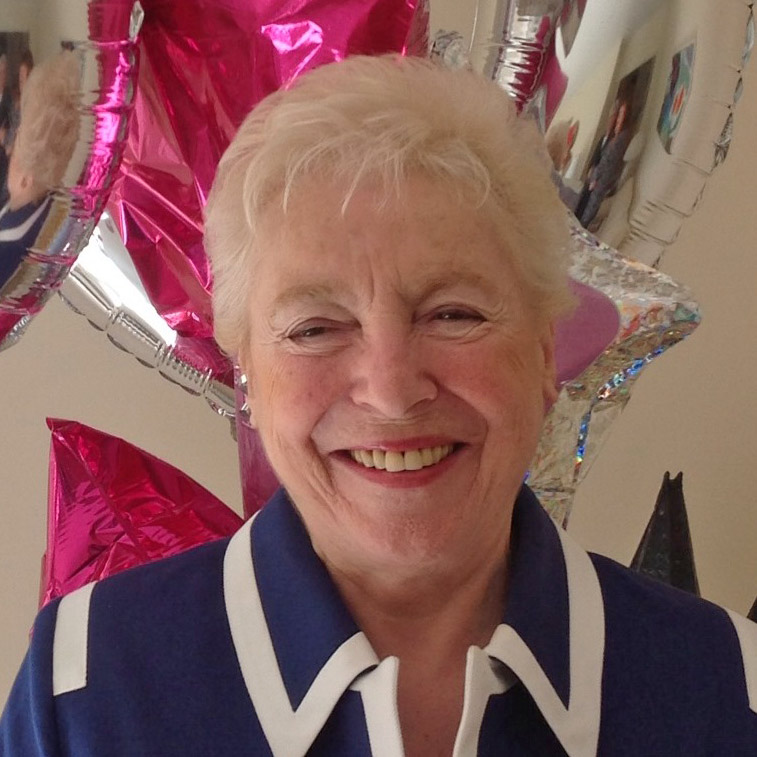
خانم استفانی استیو شرلی

- آیدا رودز یکی از پیشگامان تحلیل سامانه‌های برنامه‌نویسی بود. او زبان C-10 را در اوایل دههٔ ۵۰ میلادی برای «UNIVAC I» (یک سیستم کامپیوتری که برای محاسبهٔ سرشماری استفاده می‌شد) طراحی کرد.[۲۸]
- کثلین بوث زبان اسمبلی را ساخت.[۲۹]

### ۱۹۵۱
- بتی هالبرتن اولین برنامهٔ تولیدکنندهٔ مرتب‌سازی ادغامی را برای UNIVAC توسعه داد.[۳۰]
- مری کومبز یکی اولین برنامه‌نویس‌هایی (و اولین برنامه‌نویس زن) بود که روی رایانهٔ LEO(اولین کامپیوتر تجاری) کار کرد. او سپس به کار روی LEO II و LEO III ادامه داد.[۳۱]
- کلارا دان فون نویمان از پیشگامان برنامه‌نویسی برای «مانیاک۱» است.[۳۲]
- بئاتریس ورسلی دکترای خود را در علوم کامپیوتر به پایان رساند و به اولین زنی تبدیل شد که این مدرک را دریافت کرد.[۳۳]

### ۱۹۵۴
- تلما استرین روی اولین رایانهٔ اسرائیل، ویزاک، کار می‌کرد.[۳۴]

### ۱۹۵۵
- آنی ایزلی به عنوان یک رایانهٔ انسانی شروع به کار در … کرد.[۳۵]
- کاترینا یوشچنکو زبان برنامه‌نویسی Address را ایجاد کرد که آدرس‌دهی غیرمستقیم (مشابه اشاره‌گر) را ممکن می‌کرد[۲۹][۳۶]

### ۱۹۵۸
- محاسبات مداری برای ماهواره اکسپلورر ۱ ایالات متحده توسط رایانه‌های انسانی آزمایشگاه پیش‌رانش جت ناسا حل شد که تمامی این رایانه‌های انسانی، زنان بودند که بسیاری از آنها از دبیرستان استخدام شده بودند.[۳۷][۳۸]
- گریس هاپر زبان برنامه‌نویسی FLOW-MATIC را طراحی کرد.[۱۴]
- کثلین بوث کتابی دربارهٔ برنامه‌نویسی رایانه‌های APE(X)C منتشر کرد.[۳۹]

### ۱۹۵۹
- مری کی. هاوز جلسه‌ای جهت بحث دربارهٔ مشخصات یک زبان برنامه‌نویسی تجاری تشکیل می‌دهد که در نهایت به ساخته‌شدن زبان کوبول انجامید.[۲۱]

### ۱۹۶۱
- دانا اولری اولین مهندس زن در آزمایشگاه پیش‌رانش جت بود که سامانه‌های ردیابی بلادرنگ را با استفاده از Aviation Recomp II که یک رایانه با اندازه کلمه ۴۰ بیتی بود توسعه داد.[۴۰]

### ۱۹۶۲
- جین ای. سَمِت زبان برنامه‌نویسی FORMAC را توسعه داد. او همچنین اولین کسی بود که در سال ۱۹۶۹ به‌طور گسترده در مورد تاریخچه و دسته‌بندی زبان‌های برنامه‌نویسی نوشت و در سال ۱۹۷۴ به اولین زنی تبدیل شد که به ریاست انجمن ماشین‌های حسابگر رسید.[۴۱]
- استفانی (استیو) شرلی شرکت نرم‌افزاری بریتانیایی F.I. را تأسیس کرد. او نگران ایجاد فرصت‌های کاری برای زنان دارای وابستگی بود و عمدتاً زنان را استخدام می‌کرد به‌طوری که از بین ۳۰۰ برنامه‌نویس او، تنها ۳ نفر مرد بودند. او نام «استیو» را برای خودش انتخاب کرد تا به او در دنیای تجارت تحت سلطه مردان کمک کند. او از سال ۱۹۸۹ تا ۱۹۹۰ رئیس انجمن رایانه بریتانیا بود. او در سال ۱۹۸۵ موفق به دریافت جایزه فناوری اطلاعات شد.[۴۲]

### ۱۹۶۴
- جوآن بال اولین شخصی بود که در سال ۱۹۶۴ سرویس دوستیابی کامپیوتری را راه اندازی کرد.[۴۳]

### ۱۹۶۵
- مری آلن ویلکس اولین کسی بود که از رایانه در یک خانه شخصی استفاده کرد (در سال ۱۹۶۵). او همچنین اولین توسعه دهنده یک سیستم‌عامل (LAP) برای اولین مینی‌کامپیوتر (LINC) بود.[۴۴]
- ماری کنت کلر اولین زن آمریکایی بود که مدرک دکترای علوم کامپیوتر را دریافت کرد. عنوان پایان‌نامهٔ او «استنتاج استقرایی در مورد الگوهای تولید شده توسط کامپیوتر» بود.[۴۵]

### ۱۹۶۶
- مارگارت آر. فاکس در سال ۱۹۶۶ به عنوان رئیس دفتر اطلاعات رایانه‌ای که بخشی از مؤسسه علوم و فناوری رایانه NBS بود منصوب شد. او تا سال ۱۹۷۵ این سمت را برعهده داشت. او همچنین به‌طور فعال در انجمن ماشین‌های حسابگر (ACM) شرکت داشت و به عنوان اولین دبیر فدراسیون انجمن‌های پردازش اطلاعات آمریکا (AFIPS) خدمت کرد.[۴۶]

### ۱۹۶۸
- ورا مولنار یکی از پیشگامان هنرهای رایانه‌آی و الگوریتمی است. او در سال ۱۹۶۸ او شروع به کار با رایانه کرد و آنجا بود که شروع به ایجاد نقش‌های الگوریتمی بر اساس اشکال سادهٔ هندسی کرد.

### ۱۹۶۹
- مارگارت همیلتون در اواخر دهه ۶۰ میلادی مدیر بخش مهندسی نرم‌افزار آزمایشگاه ابزار ام‌آی‌تی بود که نرم‌افزار پرواز را برای برنامهٔ فضایی آپولو توسعه داد. ام‌آی‌تی با استفاده از یک معماری قوی از شکست آپولو ۱۱ هنگام فرود روی ماه شد. مارگارت همیلتون به‌خاطر مشارکت‌های علمی و فنی خود جایزه عمل استثنایی فضایی ناسا را دریافت کرد.[۴۷][۴۸][۴۹]

### ۱۹۷۰
- «درود برنتسن» به عنوان مدیر مرکز محاسبات نروژ منصوب شد.[۵۰]

### ۱۹۷۱
- ارنا اشنایدر هوور (Erna Schneider Hoover) یک ریاضیدان آمریکایی است که به دلیل ابداع یک روش سوئیچینگ تلفن کامپیوتری مشهور است. بر اساس چندین گزارش، این ابداع بود که ارتباطات مدرن را توسعه داد.[۵۱] هوور به مدت ۳۲ سال در آزمایشگاه‌های بِل کار کرد و در آنجا به عنوان یک پیشگام مهم برای زنان در زمینه فناوری رایانه توصیف شد.[۵۲]
- مارگارت برنت اولین زن توسعه‌دهنده نرم‌افزاری بود که توسط «پروکتر و گمبل» استخدام شد. آنجا یک مجتمع با ۱۳٬۰۰۰ کارمند بود که مرکز تحقیق و توسعه آنها را نیز در بر می‌گرفت.

### ۱۹۷۲
- مری شاو اولین زنی بود که از دانشگاه کارنگی ملون مدرک دکتری در زمینه علوم رایانه گرفت.[۵۳]
- ادل گلدبرگ یکی از توسعه‌دهندگان زبان اسمال‌تاک بود.[۵۴]
- کارن جونز یکی از پیشگامان بازیابی اطلاعات و پردازش زبان طبیعی بود.[۵۵]

### ۱۹۷۳
- سوزان نیکوم در نوشتن کتاب «آزار رایانه‌ای» مشارکت داشت که این کتاب یکی از اولین آثاری بود که به شکل مستند جرایم سایبری را تعریف می‌کرد.[۵۶][۵۷]
- فیلیس فاکس روی یک کتابخانه ریاضیاتی/عددی قابل حمل به نام PORT کار کرد.[۵۸]

### ۱۹۷۴
- الیزابت فینلر و گروهش یک قالب متنی برای نام میزبان‌های اینترنتی ایجاد کرد.[۵۹] لیستی که آنها ایجاد کردند بعداً تبدیل به سامانه نام دامنه شد و گروه او کنترل دامنه‌های بالادستی mil. و gov. و edu. و org. و com. را به دست گرفت.

### ۱۹۷۵
- ایرنه گریف اولین زنی بود که مدرک دکتری خود را از دانشگاه ام‌آی‌تی در رشتهٔ علوم کامپیوتر دریافت کرد.[۶۰]
- سودا مورتی اولین زنی بود که برای گروه تاتا به عنوان یک مهندس کار کرد.[۶۱]

### ۱۹۷۶
- رزسا پیتر «توابع بازگشتی در نظریه کامپیوتر» را منتشر کرد، موضوعی که او از دهه ۵۰ میلادی روی آن کار می‌کرد.[۶۲]

### ۱۹۷۸
- سوفی ویلسون دانشمند رایانه بریتانیایی است. او برای طراحی میکرو-کامپیوتری به نام Acron و همچنین مجموعه دستورالعمل پردازنده آرم شناخته شده است.[۶۳]
- انجمن زنان در محاسبات (AWC) تأسیس شد.[۶۴]
- کریستین فلوید به اولین زنی تبدیل شد که به عنوان استاد علوم کامپیوتر در آلمان کار کرد.[۶۵][۶۶]

### ۱۹۷۹
- لین کانوی یکی از نویسندگان کتاب «مقدمه‌ای بر سامانه‌های VLSI» بود. کتاب درسی‌آی دربارهٔ یکپارچه‌سازی کلان‌مقیاس که «انقلاب مید و کانوی» را در طراحی مدارهای مجتمع آغاز کرد.
- پاتریشیا سلینگر یکی از معماران کلیدی آی‌بی‌ام سیستم آر بود و در سال ۱۹۷۹ مقاله‌ای در مورد بهینه‌سازی پرس‌وجوی رابطه‌ای نوشت. او در سال ۱۹۹۴ به عنوان عضو آی‌بی‌ام و در سال ۲۰۰۹ به عنوان عضو ای‌سی‌ام منصوب شد.
- کارول شاو یک طراح و برنامه‌نویس بازی‌های ویدئویی در آتاری و اکتیویژن بود.[۶۷]
- روزنا باجسی آزمایشگاه عمومی رباتیک، اتوماسیون، حس و ادراک (GRASP) را در دانشگاه پنسیلوانیا تأسیس کرد.[۶۸]
- پریتی شانکار روی عمومی‌سازی کدهای تصحیح خطای بی‌سی‌اچ کار کرد.[۶۹]

### ۱۹۸۰
- کارلا منینسکی طراح و برنامه‌نویس بازی‌های آتاری ۲۶۰۰، مهاجمان ستاره و جنگ سالاران بود.[۷۰]
- روث ام. دیویس گروه Pymatuning را در ویرجینیا تأسیس کرد.[۷۱]

### ۱۹۸۲
- لوریندا چری روی میزکار نویسنده (به انگلیسی: Writer's Workbench) برای آزمایشگاه‌های بل کار کرد.[۷۲]
- مارشا آر ویلیامز(به انگلیسی: Marsha Rhea Williams) اولین زن آفریقایی-آمریکایی است که مدرک دکتری را در رشتهٔ علوم رایانه به‌دست‌آورد.[۷۳]

### ۱۹۸۳
- جینیز سوآنسون (به همراه دیگران) اولین بازی Carmen Sandiego را توسعه دادند. او در ادامه Girl Tech را تأسیس کرد. Girl Tech محصولات و خدماتی را توسعه می‌داد که دختران را به استفاده از فناوری‌های جدید مانند اینترنت و بازی‌های ویدیویی تشویق می‌کرد.[۷۴]

### ۱۹۸۴
- روبرتا ویلیامز کارهای پیشگامانه‌ای در حوزه بازی‌های گرافیکی ماجراجویی برای رایانه‌های شخصی (مخصوصا مجموعهٔ King's Quest) انجام داد.[۷۵]
- سوزان کِر، آیکن‌ها و بسیاری از عناصر رابط را برای مکینتاش اپل در دههٔ ۸۰ میلادی ایجاد کرد.[۷۶] او همچنین از کارمندان اصلی نکست بود و به‌عنوان مدیر نوآوری در آن شرکت کار می‌کرد.[۷۷]
- النور کی باوم اولین زنی است که در ایالات متحده به عنوان رئیس یک کالج مهندسی منصوب می‌شود.[۷۸]
- رادیا پرلمن پروتکل درخت پوشا را اختراع کرد. او تحقیقات گسترده و ابتکاری‌ای را به‌ویژه در زمینه رمزنگاری و شبکه انجام داده است. او در سال ۲۰۰۶ جایزه یک عمر دستاورد USENIX را دریافت کرد.[۷۹]
- ایرما وایمن اولین مدیر ارشد شرکت هانیول بود.[۸۰]
- جانت واکر آزمایشگر سند نمادین را توسعه می‌دهد.[۸۱]

### ۱۹۸۶
- لیکزیا ژانگ تنها زنی بود که در جلسه اولیهٔ کارگروه مهندسی اینترنتحضور داشت.[۸۲]
- نانسی هافکین رئیس سیستم اطلاعات توسعه پان‌آفریقایی شد.[۸۳]

### ۱۹۸۷
- مونیکا اس. لام مدرک دکتری خود را در حوزهٔ بهینه‌سازی کامپایلرها گرفت. او از آن زمان تاکنون تحقیقات تأثیرگذاری در بسیاری از زمینه‌های علوم رایانه انجام داده است و همچنین کتاب درسی معروفی را در زمینه کامپایلرها تألیف کرده است.[۸۴]
- آنیتا بورگ فهرست پستی الکترونیک برای زنان (که سیسترز نام داشت) را تأسیس کرد.[۸۵]
- جوئل کوتاز مدل ارائه-انتزاع-کنترل را برای تعاملات انسان و رایانه توسعه داد.[نیازمند منبع]

### ۱۹۸۸
- ایوا تاردوس، برنده جایزه فولکرسون برای تحقیقاتش در زمینه طراحی و تحلیل الگوریتم‌ها شد.[۸۶]
- جانی تسائو از تأسیس‌کنندگان لینکسیس بود.[۸۷]

### ۱۹۸۹
- فرانسیس آلن اولین زنی شد که به عضویت آی‌بی‌ام درآمد. او در سال ۲۰۰۶ موفق به دریافت جایزه تورینگ شد.[۸۸]
- فرانسیس برازیر، استاد علوم کامپیوتر در دانشگاه Vrije در آمستردام، یکی از بنیانگذاران شرکت NLnet شد که اولین ارائه‌دهنده خدمات اینترنت در هلند است.[۸۹]

### ۱۹۹۰
- روزنا باجسی اولین زنی است که ریاست دپارتمان علوم‌رایانه دانشگاه پنسیلوانیا را عهده‌دار شد.[۹۰]

### ۱۹۹۲
- دونا دوبینسکی مدیرعامل و هم‌بنیان‌گذار شرکت پالم بود. او همچنین هم‌بنیان‌گذار شرکت‌های Numenta و Handspring هم بود. او همچنین به‌دلیل «معرفی اولین دستیار دیجیتال شخصی موفق» و «توسعه یک سیستم حافظهٔ رایانه‌ای با الگوگیری از مغز انسان» برنده جایزهٔ دانش‌آموختگان دانشکده بازرگانی هاروارد شده است.[۹۱]
- نانسی راین و الن پک اولین فضای آنلاین با جامعهٔ هدف زنان را با هم تأسیس کردند.[۹۲][۹۳]
- کرول بارتز مدیر اجرایی اتودسک شد.[۹۴]

### ۱۹۹۳
- شافی گولدواسر دانشمند نظری رایانه است که دو بار جایزه گودل را برای تحقیق در مورد نظریه پیچیدگی، رمزنگاری، نظریه اعداد محاسباتی و اختراع اثبات‌های دانش صفر دریافت کرده است.[۹۵]
- باربارا لیسکف به همراه ژانت وینگ «اصل جایگزینی لیسکف» را توسعه دادند. لیسکف در سال ۲۰۰۸ برنده جایزه تورینگ شد.[۹۶]
- کارولین گرویر ابرمتن فمینیستی به نام کویبلینگ(به انگلیسی: Quibbling) را نوشت.[۹۷]

### ۱۹۹۴
- سالی فلوید، به دلیل کارش بر روی پروتکل کنترل انتقال شناخته شده است.[۹۸]
- جشن زنان در محاسبات گریس هاپر اولین بار توسط آنیتا بورگ راه اندازی شد.[۹۹]

### ۱۹۹۵
- مری لو جپسن مدیر ارشد فناوری MicroDisplay است که در آنجا صفحه‌های کامپیوتری کوچک‌تری تولید کرد.[۱۰۰]
- النور کی باوم اولین زنی است که به عنوان رئیس انجمن آموزش مهندسی آمریکا انتخاب شد.[۱۰۱]
- «سیایوآن تو» اولین زنی بود که جایزه پایان‌نامه دکتری انجمن ماشین‌های حسابگر را دریافت کرد.[۱۰۲]

### ۱۹۹۷
- آنیتا بورگ مدیر مؤسس مؤسسه زنان و فناوری (IWT) بود که نام این مؤسسه به افتخار او در سال ۲۰۰۳ به مؤسسه آنیتا بورگ (ABI) تغییر پیدا کرد.[۱۰۳]
- چیکو آساواکا صفحه‌خوان آی‌بی‌ام را توسعه داد که منابع وب را برای نابینایان باز می‌کرد.[۱۰۴]
- ناتالیا کسپرسکی هم‌بنیان‌گذار و رهبر شرکت ضدبدافزار بسیار موفق کسپرسکی لب بود.[۱۰۵]
- مانوئلا ولوسو مدال CMU Allen Newell را برای تحقیقاتش دریافت کرد.[۸۷]
- مرکز زنان و فناوری اطلاعات در دانشگاه مریلند، شهرستان بالتیمور تأسیس شد.[۱۰۶]
- مگ ویتمن مدیر عامل eBay شد.[۸۷]

### ۱۹۹۹
- دب ریچاردسون یک سازمان بین‌المللی به نام لینوکس چیکس برای زنانی که از لینوکس استفاده می‌کنند و همچنین برای زنان و مردانی که می‌خواهند از زنان در محاسبات حمایت کنند تأسیس کرد.[۱۰۷]
- ماریسا مایر اولین مهندس زن بود که در گوگل استخدام شد و بعداً به عنوان نایب رئیس بخش جستجوی محصول و تجربه کاربری انتخاب شد. او قبل از آن، مدیر عامل یاهو! بود.[نیازمند منبع]
- لیکسیا ژانگ اصطلاح میدل‌باکس را ابداع کرد.[۱۰۸]
- کارلی فیورینا به عنوان مدیرعامل هیولت پاکارد شروع به کار کرد.[۸۷]
- سون یافنگ به عنوان رئیس هیئت فناوری هواوی شروع به کار کرد.[۸۷]

## قرن بیست و یکم

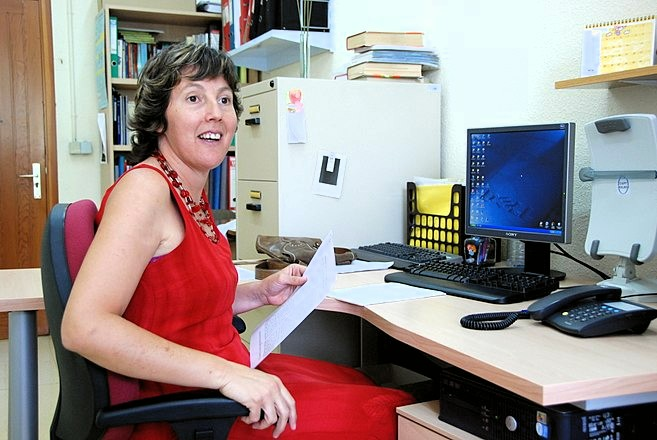
دانشمند کامپیوتر مونتسه ماریتسالار از دانشگاه کشور باسک در سال ۲۰۰۸

### ۲۰۰۰
- لیدیا کاوراکی جایزه گریس موری هاپر را دریافت کرد.[۱۰۹]

### ۲۰۰۱
- نوریکو اچ آرای شروع به توسعه NetCommons کرد که در بیش از ۳٬۵۰۰ مؤسسه آموزشی برای مدیریت محتوا استفاده می‌شود.[۱۱۰]

### ۲۰۰۳
- الن اسپرتوس در سال ۱۹۹۸ مدرک دکترای خود را در رشتهٔ مهندسی برق و علوم‌رایانه از ام‌آی‌تی با پایان‌نامه‌ای برجسته با عنوان «ParaSite: استخراج اطلاعات ساختاری در شبکه جهانی وب» دریافت کرد.[۱۱۱]
- مارگارت همیلتون جایزه عمل فضایی استثنایی ناسا را دریافت کرد.[۱۱۲]
- سو بلک همایهٔ خود برای حفظ پارک بلچلی را آغاز کرد.[۱۱۳]

### ۲۰۰۴
- جری السورث یک طراح تراشهٔ خودآموخته و خالق C64 Direct-to-TV است.[۱۱۴]
- لوسی سندرز یکی از بنیانگذاران مرکز ملی زنان و فناوری اطلاعات است.[۱۱۵]
- سفرا کتز رئیس اوراکل کورپوریشن شد.[۸۷]

### ۲۰۰۵
- آدری تانگ آغازگر و رهبر پروژهٔ «زبان برنامه‌نویسی پاگز» است است.[۱۱۶]
- مری لو جپسن مؤسس و مدیر ارشد فناوری یک لپ‌تاپ برای هر کودک و بنیانگذار Pixel Qi است.[۱۰۰]
- روچی سنگوی به عنوان اولین مهندس زن در فیس‌بوک استخدام شد.[۱۱۷]
- شیائویون وانگ و تیمش الگوریتم امنیت دادهٔ اس‌اچ‌ای-۱ را شکستند.[۱۱۸]

### ۲۰۰۶
- ماریا کلاوه اولین زنی است که رئیس کالج هاروی ماد شد و همچنین وی از سال ۲۰۰۲ تا ۲۰۰۴ رئیس انجمن ماشین‌های حسابگر بود.[۱۱۹]
- ملانی ریبک با تحقیقاتش، امنیت سامانه بازشناسی با امواج رادیویی(RFID) را به چالش کشید. او همچنین به عنوان کسی که اولین بدافزار دستگاه‌های RFID را نوشته است شناخته می‌شود.[۱۲۰]
- جوانا روتکووسکا یک روت‌کیت بر اساس مجازی‌سازی معماری x86 به نام «قرص آبی» را در کنفرانس کلاه‌سیاه ارائه داد.[۱۲۱]
- «جانت امرسون باشن» اولین زن آفریقایی-آمریکایی شد که حق اختراع یک نرم‌افزار را به ثبت رساند.[۱۲۲]
- فرانسیس آلن اولین زنی شد که جایزه تورینگ را دریافت کرد.[۱۲۳]
- سوفی وندبروک مدیر فناوری شرکت زیراکس شد.[۸۷]
- بوئل معرک مرکز مهندسی گوگل در حیفا را راه‌اندازی کرد و خودش مسئول آنجا شد.[۱۲۴]

### ۲۰۰۷
- مرال اوزسوی اوغلو اولین زنی است که سردبیر سامانه‌های تراکنش‌های پایگاه‌داده ACM شد.[۱۲۵][۱۲۶]

### ۲۰۰۸
- کارلا گومز، مؤسسه پایداری محاسباتی کورنل را تأسیس و مدیریت می‌کند.[۱۲۷]
- باربارا لیسکف برندهٔ جایزه تورینگ شد.[۱۲۸]
- گروه تخصصی بازیابی اطلاعات انجمن رایانه بریتانیا و انجمن رایانه بریتانیا جایزه‌ای به نام دانشمند رایانه کارن جونز ایجاد کردند.[۱۲۹]

### ۲۰۰۹
- لیکسیا ژانگ جایزه اینترنت IEEE را به دلیل «مشارکت در توسعه معماری اینترنت» دریافت کرد.[۱۰۸]
- کرول بارتز به عنوان مدیر اجرایی به یاهو! پیوست.[۱۳۰]
- ماریا پترو به عنوان مدیر مؤسسه انفورماتیک و تله‌ماتیک در مرکز تحقیقات و فناوری یونان شروع به کار کرد.[۱۳۱]

### ۲۰۱۰
- «فریدا بدوی» یکی از بنیانگذاران Logiciel در غنا است.[۱۳۲][۱۳۳]

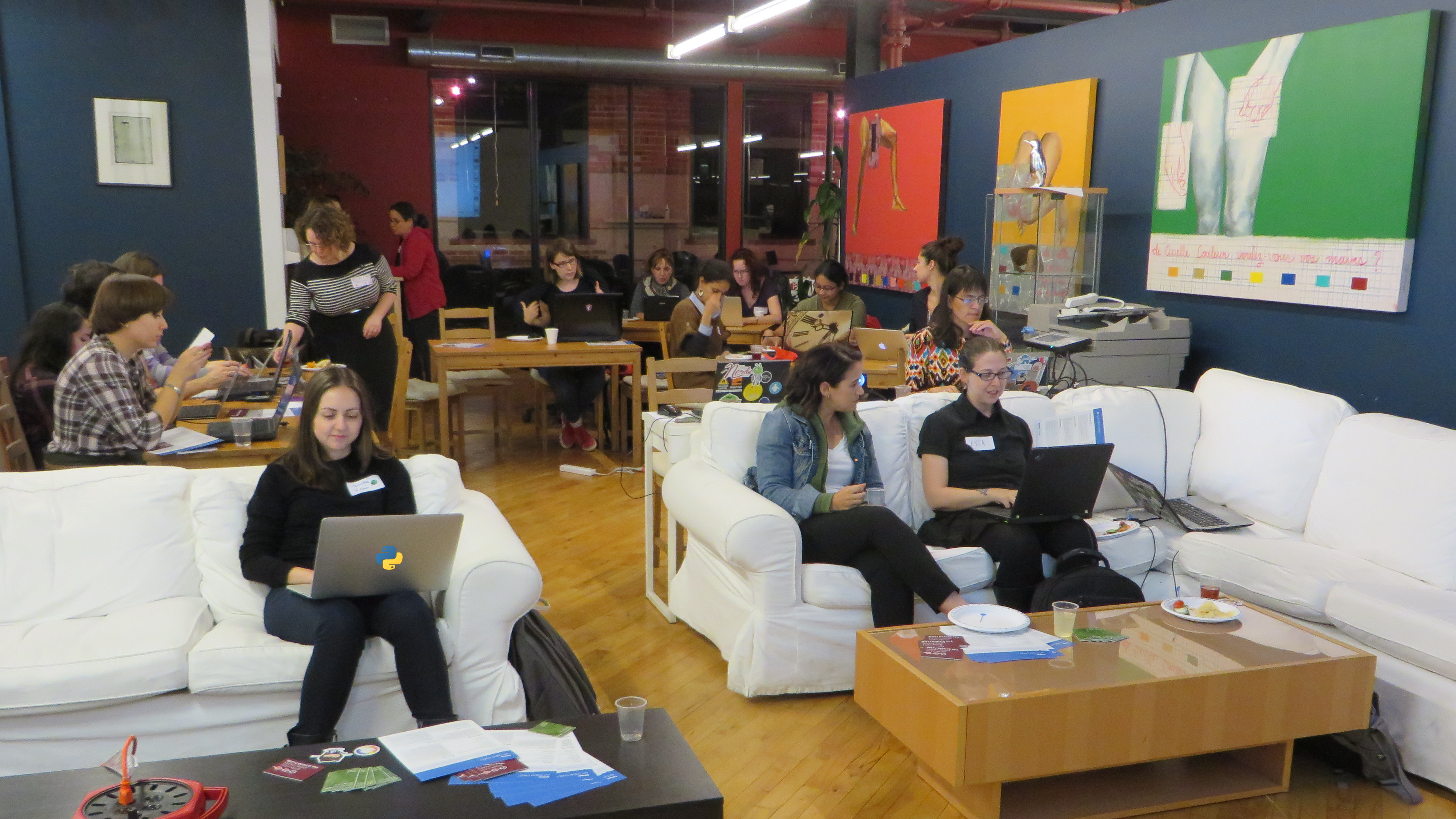
پای‌لیدیز از مونترال در یک مهمانی گیت‌هاب در سال ۲۰۱۵

- کد یادگیری زنان در تورنتو راه اندازی شد.[۱۳۴]
- پای‌لیدیز که یک سازمان بین‌المللی متشکل از زنان علاقه‌مند به کدنویسی پایتون است، در لس آنجلس راه اندازی شد.[۱۳۵]
- مگ ویتمن مدیرعامل هیولت پاکارد شد.[۸۷]
- بتینا اسپکمن اولین برنده جایزه هلند برای تحقیقات فناوری اطلاعات و ارتباطات است که به دلیل کارهایش در زمینهٔ سامانه‌های اطلاعات جغرافیایی شناخته می‌شود.[۱۳۶]
- نوریکو اچ آرای مدیر برنامه چالش هوش مصنوعی با عنوان «آیا یک روبات می‌تواند وارد دانشگاه توکیو شود؟» است[۱۱۰]
- شیکوه گیتاو جایزه آنیتا بورگ گوگل را دریافت کرد. وی اولین کسی‌است که جایزه‌ای از گوگل را در جنوب صحرای آفریقا دریافت می‌کند.[۱۳۷]

### ۲۰۱۲
- شافی گولدواسر یکی از دریافت کنندگان جایزه تورینگ ای. ام است.[۱۳۸]
- مافی کالدر به‌عنوان مشاور ارشد علمی دولت اسکاتلند شروع به کار کرد.[۱۳۹]
- جینی رومتی اولین زنی است که به عنوان رئیس و مدیرعامل آی‌بی‌ام خدمت کرد.[۸۷]
- اوا تاردوس برندهٔ جایزه گودل شد.[۸۶]
- رجینا هونو یک شرکت توسعه نرم‌افزار به نام Soronko Solutions را در سال ۲۰۱۲ تأسیس کرد.[۱۴۰]
- کارول ریلی اولین مهندس زنی است که روی جلد مجله میک قرار گرفت.[۱۴۱][۱۴۲]
- «زنان نیجریه در فناوری اطلاعات» به عنوان یک گروه ذینفع از جامعه رایانه نیجریه برای توانمندسازی و تشویق زنان شاغل در زمینه فناوری اطلاعات و ارتباطات ایجاد شد.

### ۲۰۱۳
- مجله تایم، رؤیا محبوب را، که یک توسعه‌دهنده نرم‌افزار افغان است، در فهرست ۱۰۰ نفر تأثیرگذار سال قرار داد.[۱۴۳]
- کریستین پائولین مورینگ جایزه سیستم نرم‌افزاری ACM را برای کارش بر روی سیستم دستیار اثبات Coq دریافت کرد.[۱۴۴]

### ۲۰۱۴
- مگان اسمیت به عنوان سومین (و اولین زن) مدیر ارشد فناوری ایالات متحده آمریکا جایگزین تاد پارک شد.[۱۴۵]
- کورالین آدا امکه اولین مرام‌نامه پروژه‌های منبع‌باز را تهیه کرد.[۱۴۶]
- پریان بورینگ سازمان تجارت و گروه مدافع اتاق تجارت دیجیتال را تأسیس کرد.[۱۴۷]
- اولین کنفرانس پان-آفریقایی زنان در فناوری به صورت برخط برگزار شد.[۱۴۸]

### ۲۰۱۵
- سارا شارپ اولین برنده جایزه سالانهٔ «زنان در جامعهٔ متن‌باز» است که توسط رد هت اهدا می‌شود.[۱۴۹]
- کشا شاه اولین برنده جایزه سالانهٔ «زنان در متن‌بازِ نظری» است که توسط ردهت اعطا می‌شود.[۱۴۹]
- گیلیان دوچرتی مدیرعامل جدید دیتالب در اسکاتلند شد.[۱۵۰]

### ۲۰۱۶
- آدری تانگ به عنوان «وزیر دیجیتال» تایوان منصوب شد.[۱۵۱]
- کیت دولین در سازماندهی اولین «هکاتون فناوری جنسی» در بریتانیا همکاری کرد.[۱۵۲]
- ماجا ما تاریچ هم‌بنیان‌گذار Embodied Robotics شد.[۱۵۳]

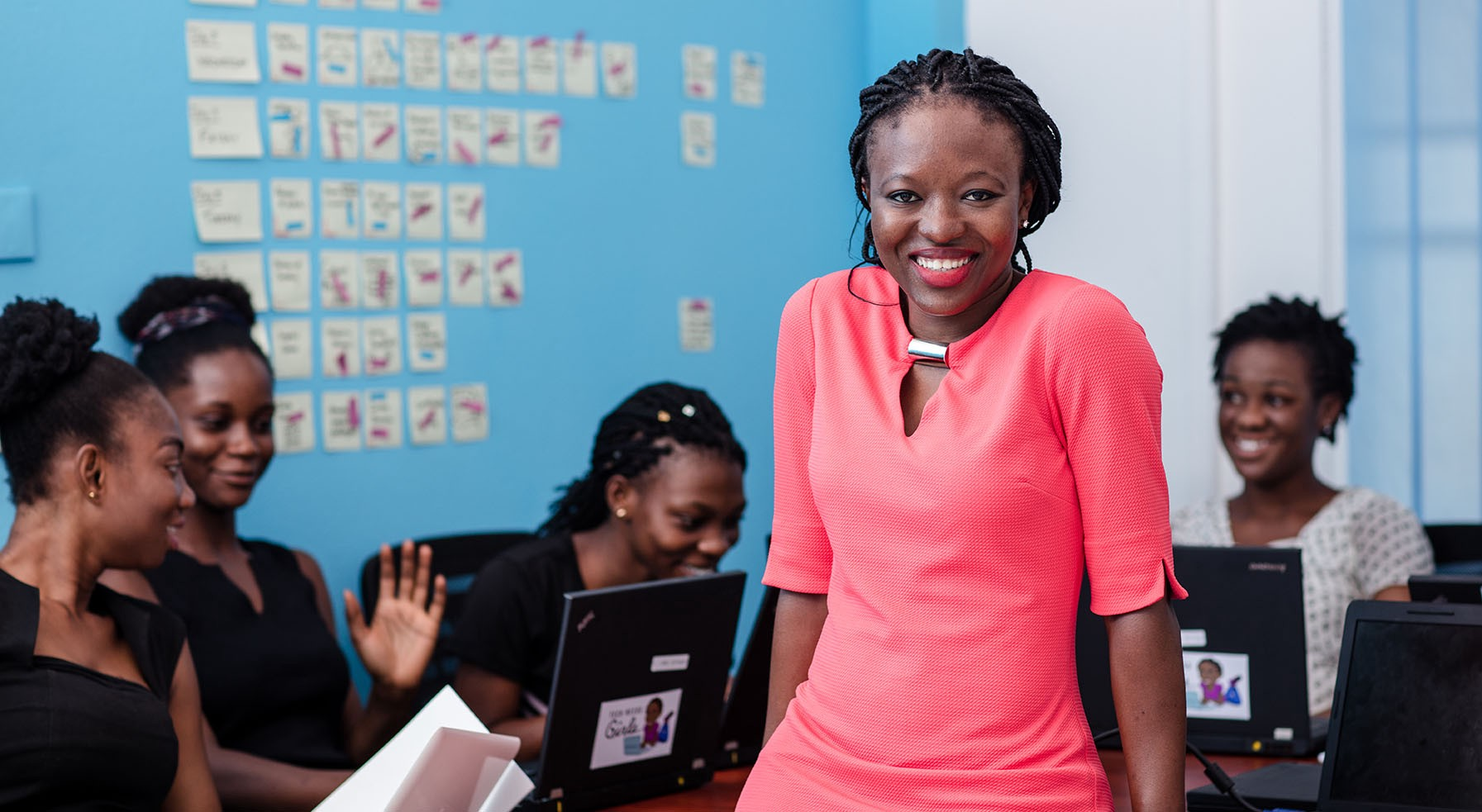
رجینا هونو به‌همراه یک کلاس از دانش‌آموزانی که کدنویسی می‌آموزند

### ۲۰۱۷
- میشل سیمونز اولین شرکت رایانش کوانتومی را در استرالیا تأسیس کرد.[۱۵۴]
- رجینا هونو آکادمی سورونکو را افتتاح کرد. این آکادمی، اولین مدرسه کدنویسی و «مدرسه طراحی انسان محور» برای کودکان و نوجوانان در غرب آفریقا بود.[۱۵۵]
- خانم رزی استفنسون-گود به دلیل کارهایش در ویکی‌پدیا، نشان شوالیه پاسیفیسم دیپلماتیک سنت ساوا را دریافت کرد.[۱۵۶]
- گلدیس وست، یک کامپیوتر انسانی که محاسباتش به توسعه فناوری GPS کمک کرد، به دلیل کارهایش در تالار مشاهیر فضایی و موشکی پیشگامان نیروی هوایی قرار گرفت.[۱۵۷]
- - جوی بولاموینی مقاله‌ای با عنوان «سایه‌های جنسیتی: تفاوت‌های دقت متقاطع در طبقه‌بندی جنسیت تجاری» را منتشر کرد که سوگیری‌ها را در سیستم‌های تشخیص چهره آشکار کرد.[۱۵۸]